# くみあい乳業
くみあい乳業株式会社（くみあいにゅうぎょう）は、北海道旭川市にある企業。ホクレン農業協同組合連合会の関連法人、よつ葉乳業のグループ企業。北海道乳業協会に加盟している。

## 事業所
- 本社・工場 - 北海道旭川市永山北2条10丁目1-6